# Yamaha XTZ 660
La Yamaha XTZ 660 o Yamaha XTZ 660 Téneré es un modelo de motocicleta de tipo doble propósito fabricado por la compañía japonesa Yamaha entre los años 1991 y 1999.  La motocicleta recibe el nombre por el nombre de su predecesora la Yamaha XT 600Z Ténéré que lo recibe del desierto del Teneré, por el cual se solían disputar etapas del antiguo formato del Rally París-Dakar.